# عندما يطير الغراب
عندما يطير الغراب (بالإنجليزية: As the crow flies)‏ هي رواية لجيفري آرتشر.
هذه الرواية تدور أحداثها في ثلاث قارات على مدار مايزيد عن ستين عاماً. تتحدث حول حلم تشارلي ترامبر، الذي نشأ في أحد الأحياء الفقيرة الواقعة شرق لندن، أن يتمكن يوما من إدراة العربة النقالة 
ذات الدفع بيد واحدة لبيع الخضروات والفاكهة الخاصة بجده. ولكن جاء فجأة هذا اليوم عندما مات جده بعمر الثالثة والثمانين تاركا له مشروعه المزدهر. وبمساعدة من سيدة الأعمال بيكي سالمون. تمكن تشارلي من صنع اسم تجاري ” التاجر الأمين “. ولكن دارت رحى الحرب العالمية الأولى القاسية مختطفة تشارلي من أهله وملقية به في وجه عدو ظلت آثاره الشريرة تلاحق تشارلي وعائلته لأجيال !.

هذه القصة تجسد حكاية تشارلي في رحلته ليصبح من صاحب متجر إلى رجل أعمال، كما أنه استطاع تحقيق الثراء بعد التغلب على فقرة وتقلبات قرن عاصف بالأحداث. حيث ينتهي به الحال بإنشاء شبكة مهمة من المؤسسات التجارية في حين أن الأحداث الكبرى في هذا القرن تسير على قدم وساق. لم يكن من السهل على تشارلي الوصول إلى هدف تكوين ثروة؛ ومع ذلك، هناك شيء ما به كان السبب في جعله قادرا على الإنتصار، وكما سوف يستنتج القارئ، فإن هذا الشيء له علاقة كبيرة بحبه للعمل، ولكونه يتصف بالشجاعة، والرغبة في التعلم، وأيضًا بلا شك، بسبب جده الرائع الذي كان نِعم القدوة لتشارلي منذ أيامه الأولى، وأيضًا حيث كانت أخته الكبرى تحشره داخل صندوق البرتقال فوق الرصيف بجانب المكان الذي يقف به جده لكي يبدأ التدريب في سن مبكرة.
في الأيام الأولى لتشارلي بمفرده تتحول القصة إلى مغامرة محمومة في عالم الأعمال، بقفزة مُفاجئة من الموقع المتواضع لبيع الخضروات في الشارع إلى تحقيق مشروع تجاري عظيم. إنها فعلًا قصة ملحمية قام آرتشر بالتفوق بها على نفسه. إضافة إلى أنه من المثير للإهتمام أن تستمر هذه القصة من وجهات نظر مختلفة مع صديقة طفولته بيكي وصديقه دافني. إلى جانب ذلك، يذهب تشارلي أيضًا إلى الحرب العالمية الأولى. هناك، حيث يلتقي نقيبًا يُدعى ترينثام، والذي سيتم ذكر اسمه طوال الرواية حتى بعد وفاته، وأيضا عدوه مدى الحياة.

يُعتقد أن آرتشر كتب هذه القصة واستوحاها من واقعه، حين وقف على قدميه مجددًا واستعاد ثروته بعد فضيحة مالية جعلته شبه مفلس، كما لو كان تشارلي النسخة الخيالية منه.

في السابع من مارس عام 1962، في يوم وفاة السيد ترينثام، كان سعر سهم الشركة قد وصل إلى جنيه وشلتين في مؤشر البورصة وبعدها بأربعة أسابيع فقط إرتفع سعر السهم ثلاثة شلفات أخرى، كانت نصيحة تيم نيومان الأولى لـ «تشارلي» هي أن يتشبث بكل سهم كان مازال يملكه وألّا يوافق على مدى العامين التاليين - مهما كانت الظروف - على طرح حقوق بيع. كما نصحه أيضًا إن كان لديه أي فائض في النقود هو وبيكي أن يسعى لشراء المزيد من الأسهم عند طرحها في السوق.
ولكن المشكلة التي تلت هذه النصيحة هي أنه كلما طرحت كمية كبيرة من الأسهم في السوق كان مستثمر مجهول ينقض عليها لشرائها في الحال والذي يبدو أنه كان لديه أوامر واضحة بشراء الأسهم مهما كان سعرها، وقد نجح تشارلي في البورصة من اقتناص عدة أسهم قليلة منه، لقد كان تشارلي يکره دفع ثمن يفوق السعر الحقيقي بكثير منذ أن اقترب من الإفلاس عندما أقدم على ذلك من قبل. ومع نهاية العام كانت أسهم شركة ترامبر قد وصلت إلى جنيه وسبعة عشر شلن، كما أن حركة البيع كانت قد تراجعت كثيرا بعدما حذرت صحيفة التايمز الاقتصادية قُرَّاءها من إحتمال نشوب معركة داخل شركة ترامبر وبأنها تتوقع اشتعال المعركة في غضون ثمانية عشر شهرا.

## في الفصل التاسع والأربعون - الأخير
في متحف لوفيفر وقبل عرض لوحة لفتاة تُدعى جيسيكا بمائة وعشرة آلاف جنيه، كان أول ما فعلته كاثي بعدما إنتخبها المجلس بالإجماع بكونها الرئيس الثالث لشركة ترامبر، هو تعيين تشارلي رئيساً شرفياً مدى الحياة وإقامة حفل عشاء على شرفه في فندق جروزفر هاوس، وقد حضر المناسبة كل أفراد طاقم العمل في ترامبر وأزواجهم وزوجاتهم والعديد من الأصدقاء الذين إكتسبهم تشارلي وبيكي على مدى سبعة عقود تقريباً.
وأثناء الحفلة، نهضت بيكي وتنحت جانبا ليستجيب تشارلي للجماهير التي كانت تطالبه بإلقاء خطبة. وهنا بدأ تشارلى بتذكير المدعوين مرة أخرى عن كيف بدأ كل شيء، لقد بدأ الأمر بعربة جده النقالة في وایت شابیل؛ تلك العربة التي كانت تقف في ذلك الوقت في شموخ في قاعة الطعام في شركة ترامبر. وأشاد بالكولونيل الذي كان قد توفي وقتها منذ زمن، ورواد الشركة؛ السيد كراوثر والسيد هادلو وكذلك اثنين من أول طاقم عمل الذي ترامبر، بوب ماکينز ونید دینينج والذين كانا قد تقاعدا قبل أسابيع من تقاعده. ثم انتهى بـ «دافني» ماركيزة ويلتشایر التي كانت قد أقرضتهم أول ستين جنيها؛ النواة التي قام عليها كل هذا المشروع الضخم.
قال في أسى: «ليتني أعود صبيًا في الرابعة عشرة من جديد. ليتني أعود إلى عربتي النقالة وزبائني الدائمين في وايت شابیل. كانت هذه أسعد أيام حياتي. لأنني في الأصل - كما ترون - لست سوى بائع خضروات وفاكهة بسيط». ضحك الجميع بإستثناء بيكي التي أخذت تحدق إليه وتتذكر الفتى ذا الثمانية أعوام في بنطاله القصير الذي كان يقف حاملاً قبعته بين يديه خارج متجر أبيها وهو يقف بلهفة للحصول على فطيرة مجانية.
ثم أتبع بقوله: «أنا فخور ببناء أكبر عربة نقالة في العالم كما أنني فخور الليلة بوجودي وسط كل الأشخاص الذين ساعدوني على دفع العربة النقالة من الطرف الشرقي بطول الطريق إلى تشيلسيا. سوف أفتقدكم جميعا وكل ما أتمناه أن تسمحوا لي بأن أزور شركة ترامبر من آن إلى آخر».

لاحقاً، وذات يوم، قالت كاثي في حديثها مع بيكي بينما كانت ترفع إحدى يديها لإستدعاء سيارة أجرة: «ولكن تشارلي قطع شوطا طويلا منذ ذلك الوقت»، قالت بيكي: «لست أدري، ربما ميلاً أو إثنين.. مثلما يطير الغراب».